# Guettarda potamophila
Guettarda potamophila är en måreväxtart som beskrevs av Ignatz Urban. Guettarda potamophila ingår i släktet Guettarda och familjen måreväxter.
Artens utbredningsområde är Jamaica. Inga underarter finns listade i Catalogue of Life.